# Yul Vazquez

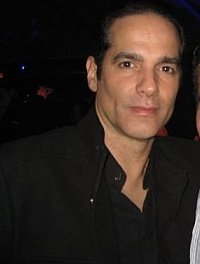
Yul Vazquez (2007)

Yul Vazquez (* 18. März 1965 auf Kuba) ist ein US-amerikanischer Schauspieler und Musiker kubanischer Herkunft.

## Leben und Karriere
Vazquez wurde in Kuba geboren, wuchs aber in Miami auf. Seine Eltern benannten ihn nach dem Schauspieler Yul Brynner. Vor dem Beginn seiner Schauspielkarriere konzentrierte er sich in den 1980er-Jahren auf eine Karriere als Musiker und war Lead-Gitarrist der Rockbands Urgent und Diving For Pearls. Urgent schaffte es mit dem Lied Running Back einmal auf Platz 79 der Billboard Hot 100, aber beiden Gruppen, in denen Vazquez Mitglied war, blieb schließlich der große Durchbruch verwehrt.
Seit den frühen 1990er-Jahren trat Vazquez in bisher über 100 Film- und Fernsehproduktionen auf. Seine erste Filmrolle hatte er im Jahr 1992 als Mitglied einer Mamboband in den 1950er-Jahren in Mambo Kings. Zur selben Zeit erfolgten auch seine ersten Fernsehauftritte, so spielte er in der Sitcom Seinfeld in drei Folgen die Rolle des Bob. Wie viele hispanische Schauspieler wird Vazquez häufig in ethnischen Rollen aus Ausländer oder Einwanderer besetzt, konnte allerdings im Laufe seiner Karriere auch einige atypische und überraschende Rollen innerhalb dieses Spektrums spielen.
Vazquez trat in zahlreichen größeren Hollywood-Filmen als Nebendarsteller in Erscheinung. Er spielte einen der von Julia Roberts verlassenen Männer in Die Braut, die sich nicht traut (1998), den mit Tom Cruises Hauptfigur befreundeten Julio in Steven Spielbergs Krieg der Welten (2005), die Nebenfigur des Alfonse Abruzzo in American Gangster (2007) von Ridley Scott sowie den amerikanischen Navy-Kapitän Frank Castellano in Captain Phillips (2013) neben Tom Hanks. Insbesondere ab den 2010er-Jahren übernahm Vazquez auch viele Serienrollen: In der Serie Magic City spielte er von 2012 bis 2013 in 15 Folgen den Hotelmanager Victor Lazaro, in Midnight, Texas verkörperte er in 11 Folgen in den Jahren 2017 und 2018 einen Pfarrer und in der Serienverfilmung von Stephen Kings Roman Der Outsider war er 2020 in einer der Hauptrollen als Yunis Sablo zu sehen.
Neben Film und Fernsehen arbeitete Vazquez auch mehrfach als Bühnenschauspieler und war zeitweise einer der künstlerischen Leiter der New Yorker Schauspielgruppe LAByrinth Theater Company. Bei den Tony Awards 2011 wurde er für seinen Auftritt in dem Broadway-Stück The Motherf**ker with the Hat in der Kategorie Bester Nebendarsteller nominiert.
Vazquez ist seit 2002 mit der Schauspielerin Linda Larkin (* 1970) verheiratet, die insbesondere als Sprecherin der Prinzessin in dem Disney-Film Aladdin bekannt wurde.

## Filmografie (Auswahl)
Kino
- 1992: Mambo Kings (The Mambo Kings)
- 1994: Fresh
- 1994: Liebe bis zum Tod (Somebody to Love)
- 1995: Gegen die Zeit (Nick of Time)
- 1998: Die Braut, die sich nicht traut (Runaway Bride)
- 1999: Man of the Century
- 2000: Traffic – Macht des Kartells (Traffic)
- 2000: Der Fall Mona (Drowning Mona)
- 2003: Bad Boys II
- 2005: Krieg der Welten (War of the Worlds)
- 2007: American Gangster
- 2007: Anamorph – Die Kunst zu töten (Anamorph)
- 2007: Dein Ex – Mein Albtraum (The Ex)
- 2007: The Take – Rache ist das Einzige, was zählt (The Take)
- 2007: Music Within
- 2008: Che – Revolución (Che – Part One: The Argentine)
- 2008: Che – Guerrilla (Che – Part Two: Guerrilla)
- 2010: Das A-Team – Der Film (The A-Team)
- 2010: Meine Frau, unsere Kinder und ich (Little Fockers)
- 2011: Salvation Boulevard
- 2013: Captain Phillips
- 2013: Blood Ties
- 2013: Runner Runner
- 2014: Cobbler – Der Schuhmagier (The Cobbler)
- 2014: Time Out of Mind
- 2014: Rob the Mob – Mafia ausrauben für Anfänger (Rob the Mob)
- 2015: Anesthesia
- 2016: Die wahren Memoiren eines internationalen Killers (True Memoirs of an International Assassin)
- 2016: The Infiltrator
- 2017: Crown Heights
- 2017: The Super
- 2017: Last Flag Flying
- 2018: Gringo
- 2020: Books of Blood

Fernsehen
- 1992: Geschichten aus der Gruft (Tales from the Crypt, 1 Folge)
- 1992/2001: Law & Order (2 Folgen)
- 1994: Walker, Texas Ranger (Folge On Deadly Ground)
- 1995–1998: Seinfeld (3 Folgen)
- 1996: Ein Hauch von Himmel (Touched by an Angel; Folge Groundrush)
- 2002: Die Sopranos (The Sopranos; Folge Christopher)
- 2010/2013: Law & Order: New York (2 Folgen)
- 2012–2013: Good Wife (3 Folgen)
- 2012–2013: Treme (8 Folgen)
- 2012–2013: Magic City (15 Folgen)
- 2014: Person of Interest (Folge Root Path)
- 2014: The Lottery (10 Folgen)
- 2016: Elementary (Folge Turn It Upside Down)
- 2016–2017: Bloodline (8 Folgen)
- 2016–2018: Divorce (6 Folgen)
- 2017–2018: Midnight, Texas (11 Folgen)
- 2018: SEAL Team (2 Folgen)
- 2018: The Looming Tower (Miniserie, 5 Folgen)
- 2018: Narcos: Mexico (5 Folgen)
- 2019: Matrjoschka (4 Folgen)
- 2019: I Am the Night (4 Folgen)
- 2020: The Outsider (10 Folgen)
- 2022: Gelobtes Land (Promised Land, 8 Folgen)
- 2022: Severance (4 Folgen)
- 2023: Godfather of Harlem (9 Folgen)
- 2023: White House Plumbers (Miniserie, 5 Folgen)